# Kamalesh Maitra
Kamalesh Maitra (* 7. April 1928 im Distrikt Tangail, heute Teil der Division Dhaka in Bangladesch; † 22. April 2005 in Kreischa) war ein indischer Musiker, Komponist und Meister der Tabla Tarang.
Kamalesh Maitra wurde im damaligen Ost-Bengalen in eine ayurvedische Arztfamilie geboren, die später nach Kolkata umzog. Dort nahm er ab 1940 Tabla-Unterricht und wirkte in der Kulturszene, die in den 1920er Jahren europäische Instrumente entdeckte. Später zog er nach Lakhnau, wo er seinen Lebensunterhalt bei einer Versicherungsgesellschaft bestritt, aber weiterhin Tabla-Unterricht nahm.
Er arbeitete für das Uday Shankar Ballet. Uday Shankar war ein Bruder Ravi Shankars. Er schrieb später für das Orchester des Ballets auch Kompositionen, unter anderem für damalige Zeiten neuartige Orchesterfassungen indischer Musik. Bei Ravi Shankars Schwager Ali Akbar Khan lernte er das Spielen der Sarod.
1976 trat er in der Calcutta Music Night des Metamusik-Festivals in der Neuen Nationalgalerie auf und lebte seit 1977 in Berlin. 1980 gründete er das Ragatala-Ensemble, das in seinem Repertoire Musik für indische und westliche Instrumente vereint. Ab 1974 nahm er an der Welttournee des erfolgreichen Music Festival From India mit George Harrison und Ravi Shankar teil.
Kamalesh Maitra gehörte zu den Musikern, die dem Westen die indische Musik näher brachten.

## Werke
- Magnificent Percussion of India. Tabla Tarang, 1969, HMV India
- Ragas on Drums. 1986
- Masters of Raga: Kamalesh Maitra – Tabla Tarang – Ragas on Drums. 1993
- The Voice of Sarod from the Strokes of Drums – Tabla Tarang by Kamalesh Maitra. 1994 (mit Fazal Qureshi)
- Tabla Tarang – Melody on Drums. Mit Trilok Gurtu, Tabla. Smithsonian/Folkways 1996
- Tarang – Kamalesh Maitra Live at the House of the Cultures of the World. 1998
- Raag Symphonia. 2003 in Berlin uraufgeführt
- Veröffentlichungen mit dem Ragatala Ensemble 1984, 1986, 1998, 2000